# Lains
Lains korábbi község (település) Franciaországban, Jura megyében. 2017. január 1-jén Dessia és Montagna-le-Templier községgel egyesült és Montlainsia új község része lett.
Lakosainak száma 80 fő (2018. január 1.). Lains Montrevel, La Boissière, Charnod, Dessia, Dramelay, Montagna-le-Templier, Saint-Julien, Valfin-sur-Valouse, Villeneuve-lès-Charnod és Val Suran községekkel határos.

## Népesség
A település népességének változása:
| Lakosok száma | 83   | 82   | 254  | 80   | 80   |
|               | 2013 | 2015 | 2016 | 2017 | 2018 |